# لک‌لک سفید

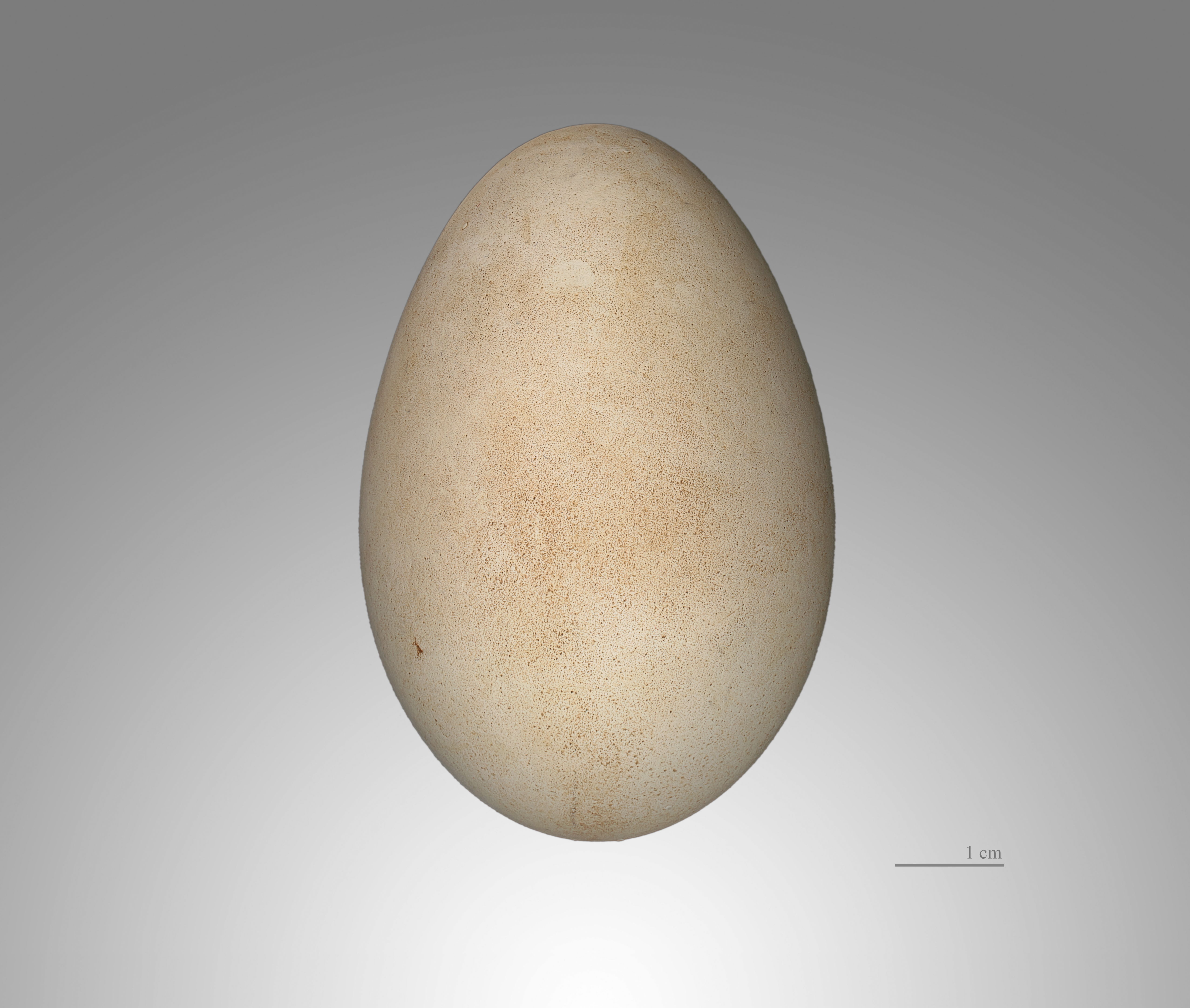
Ciconia ciconia

لک‌لک سفید طول بدن ۱۰۰ سانتیمتر است. این پرنده به‌وسیله پر و بال سفید، شاهپرهای بالی سیاه براق، گردن دراز، نوک و پاهای دراز برنگ سرخ و روشن به آسانی تشخیص داده می‌شود. روی درخت‌ها و ساختمان‌ها می‌نشیند و در این حالت اغلب یک پای خود را جمع می‌کند. آرام و با تأنی راه می‌رود. در پرواز آهسته بال می‌زند و اغلب بالباز اوج می‌گیرد و در ارتفاع زیاد پرواز می‌نماید. طرح بدن در حال پرواز با گردن دراز کشیده آن را از حواصیل، مرغ سقا و کرکس مشخص می‌کند. به صورت گله‌های نامنظم مهاجرت می‌کند. زود انس می‌گیرد.
سازمان حفاظت محیط زیست این جانور را به عنوان نماد جانوری استان زنجان معرفی کرده است.

## زیستگاه
تالاب‌ها، علفزارها و کشتزارهای پرآب. در فصل زادوولد معمولاً نزدیک مناطق مسکونی دیده می‌شوند، بر روی بام ساختمان‌ها، توده‌های علف، تیرهای تلگراف و گاهی روی درخت‌ها آشیانه می‌سازند.